# Vrhovčak
Vrhovčak – wieś w Chorwacji, w żupanii zagrzebskiej, w mieście Samobor. W 2011 roku liczyła 344 mieszkańców.